# Xylosma paucinervosa
Xylosma paucinervosa är en videväxtart som först beskrevs av Julian Alfred Steyermark, och fick sitt nu gällande namn av Herman Otto Sleumer. Xylosma paucinervosa ingår i släktet Xylosma och familjen videväxter. Inga underarter finns listade i Catalogue of Life.